# Abraham Ber Gottlober
Abraham Ber Gottlober (ur. 14 stycznia 1811 w Starokonstantynowie na Wołyniu, zm. 12 kwietnia 1899 w Białymstoku) – rosyjski maskil, poeta, tłumacz, historyk i publicysta. Tworzył w języku hebrajskim oraz jidysz. Zwany był również Mahalel-em lub ABAG-iem (ABG, akronim od imienia i nazwiska będący także trzema pierwszymi literami alfabetu hebrajskiego: alef-bet-gimel).
Z uwagi na szeroki zakres aktywności pedagogicznej, literackiej i dziennikarskiej, biegłość w kilku językach, zróżnicowane obszary zainteresowań oraz liczne kontakty z pozostałymi kluczowymi maskilami (hebr. maskilim) epoki, Abraham Gottlober jest uznawany za uosobienie oświecenia żydowskiego (haskali) w Europe Wschodniej w dużo większym stopniu niż inni maskile z tych terenów. Pomimo ostrego krytycyzmu Gottlobera wobec różnych aspektów życia tradycyjnej społeczności żydowskiej, w szczególności wobec chasydów, jego korzenie były silnie umocowane w świecie tamtej wspólnoty. Jednocześnie, Abraham przywiązywał ogromną wagę do przekazywania dziedzictwa haskali młodemu pokoleniu. Niektórzy jego wychowankowie, a wśród nich Abramowicz i Ruben Kulisher, odegrali istotną rolę w kształtowaniu żydowskiej kultury w carskiej Rosji drugiej połowy XIX wieku.

## Życiorys
W wieku 14 lat poślubił dziewczynę z rodziny chasydzkiej. Pomimo jego inklinacji do chasydyzmu i kabały, Abraham już w młodym wieku, przy wsparciu i przewodnictwie ojca, okazał zainteresowanie filozofią żydowską i haskalą, jak również gramatyką języka hebrajskiego. Ważnym wydarzeniem było dla Abrahama spotkanie podczas podróży, którą odbył z ojcem do Satanowa, Tarnopola i Brodów w 1828 r., z wiodącymi maskilami z Galicji, Józefem Perlem i Becal’el-em Sternem. Abraham poświęcił się naukom świeckim, a gdy jego oświeceniowe skłonności zostały ujawnione, teść wymusił na nim rozwód. Kolejne małżeństwo również nie trwało długo.
Od 1830 roku Gottlober rozpoczął wędrowny tryb życia, zatrzymując się na krótko w takich miastach jak Odessa, Kiszyniów, Krzemieniec, Dubno, Międzyrzecz, Warszawa czy Berdyczów, gdzie często pracował jako nauczyciel. Dalsze kontakty z działaczami oświecenia żydowskiego w regionie (Simcha Pinsker, Elijahu Frankel, Jehuda Ke’ari i inni) wpłynęły na ukształtowanie jego poglądów haskalowych oraz na formę jego twórczości literackiej. Podczas pobytu w Odessie poznał członków lokalnej społeczności karaimskiej, a dzięki nim zapoznał się z ich kulturą literacką.
W 1834 r. Gottlober ponownie się ożenił. Mieszkając w Krzemieńcu poznał kolejnego ważnego myśliciela haskali – Izaaka Bera Levinsohna. Od 1836 roku powrócił do wędrownego trybu życia obejmując różne stanowiska nauczycielskie, w miejscach takich jak Mohylów Podolski, rodzimy Starokonstantynów czy Żytomierz, gdzie w latach 1865-1873 wykładał nauki Talmudu w żytomierskim seminarium rabinicznym. Po zamknięciu szkoły wznowił podróże, a w 1878 r. przeniósł się do Rumunii, skąd poszukiwał subskrybentów dla swoich książek. Głównym miejscem jego pobytu w tym okresie był dom rodzinny jego córki w Dubnie, Równe, a także Białystok, gdzie spędził ostatnie lata życia. Pogromy na południu Rosji z 1881 roku wstrząsnęły Gottloberem i zachwiały jego wiarę w możliwość integracji Żydów z rosyjskim społeczeństwem. Gottlober dołączył do ruchu „Chibbat Syjon”, uważanego dziś za prekursora podstaw współczesnego syjonizmu, i poświęcił się poezji, która stała się nośnikiem jego poglądów.

## Działalność i twórczość
Gottlober już w młodym wieku stał się jedną z centralnych postaci w pionierskich kręgach haskalowych Imperium Rosyjskiego. Dzięki licznym podróżom rozwinął kontakty z siecią oświeceniowych myślicieli żydowskich. Jednakże, jego konfliktowa osobowość wpłynęła na trudne i skomplikowane relacje m.in. z takimi maskilami jak Perec Smolenskin, czy Ruben Braudes. Gottlober niezłomnie bronił swoich opinii i postulatów, nie szczędząc ostrych słów w debatach ze swoimi rywalami.
Jako reprezentant idei haskalowych, Gottlober wyrażał swoje poglądy przy zastosowaniu różnych gatunków literackich, tworząc po hebrajsku i w jidysz. Jednakże najbardziej zasłynął z poezji. Jego wiersze zostały opublikowane w zbiorach w Pirhe ha-awiw w 1837 r., Ha-Nitsanim w 1851 r. oraz znacznie później w Kol szire Mahalal’el w 1890 r. Poezja Gottlobera odnosiła się do różnorodnych tematów – co było typowe dla dziewiętnastowiecznych maskilów – i obejmowała wiersze o przyrodzie, pochwały, wiersze urodzinowe i weselne, wiersze dziękczynne i epitafia nagrobne, a także wersety traktujące o Żydach i asymilacji, o oświeceniu i zmaganiach z nim związanych w łonie społeczności żydowskiej, a także o emigracji żydowskiej do Ameryki. Gottlober publikował również zbiory zawierające pochwalne wiersze na rzecz rosyjskiej rodziny carskiej.
Dla niektórych maskilów współczesnych Gottloberowi jego poezja nie miała większego znaczenia, podczas gdy inni wysoce ją cenili. O popularności Abrahama możemy wnioskować z długiej listy przed-publikacyjnych subskrybentów (co nota bene pozwalało sfinansować wydanie zbiorów) wymienionych na stronie tytułowej np. Ha-Nitsanim w liczbie 766 z 19 różnych społeczności żydowskich rozciągających się od Odessy po Wilno. Twórczość Gottlobera w jidysz obejmowała poezję, utwory sceniczne, bajki oraz pamiętniki. Większość jego dzieł miała charakter parodii lub satyry. Po hebrajsku wydał serię krótkich opowieści skupionych na znanych mu problemach dotykających społeczności żydowskich.
Biegłość Gottlobera w kilku językach obcych, w tym w języku rosyjskim i niemieckim, pozwoliła mu na tłumaczenie poezji i prozy na hebrajski. Przetłumaczył dzieła m.in. Gottholda Lessinga, Mojżesza Mandelssohna oraz wydał antologie, gdzie przetłumaczył m.in. wiersze niemieckich poetów, Schillera i Goethego.
Gottlober jako jeden z pierwszych „oświeconych” swoich czasów zajął się żydowską historią, publikując m.in. książkę Bikoret le-toldot ha-Kara’im (Krytyka historii Karaimów; 1865 r.) oraz Toldot ha-Kabala weha-hasidut (Historia kabały i chasydyzmu; 1869 r.). Jego zainteresowanie dotyczyło w szczególności zagadnień żydowskiej historii społecznej i intelektualnej, czego wyraz dał w swoich pracach autobiograficznych: Zihronot mi-jeme ne‘urai, meszulawim ‘im zihronot ha-dor (Pamiętniki z czasów mojej młodości, połączone z pamiętnikami pokolenia; 1880) oraz Zihronot le-korot Haskalat ‘amenu be-arcenu erec Rusja’ (Pamiętniki historii oświecenia naszego ludu na ziemi naszej, ziemi Rosji; 1884 r.).
Gottlober także często publikował swoje artykuły w prasie hebrajskiej, w takich czasopismach jak Koheve Jichak oraz Ha-Asif, w gazetach Ha-Magid, Ha-Melic, Ha-Szahar, a także w Ha-Hawacelet. W 1876 roku, po kłótni z maskilem i redaktorem gazety Ha-Szahar, Perecem Smolenskinem, Abraham założył własny miesięcznik Ha-Boker Or (Poranne światło), który do 1881 r. był głównym nośnikiem jego twórczości. W przygotowaniu publikacji asystował mu Braudes oraz inni. Ha-Boker Or szerzył postulaty haskali publikując różne gatunki literackie – poezję, prozę, artykuły popularno-naukowe, krytykę literacką – i posłużył jako platforma dla twórczości maskilów pokolenia Gottlobera oraz młodych maskilów drugiego i trzeciego pokolenia „oświeconych” Żydów.

## Dzieła
- Dos Sztrajml mitn kapeljusz
- Dos grojse Kinc, oder dos bisele minc
- Dos Lid funem kugl
- Pirhe ha-awiw
- Ha-Nitsanim
- Anaf-ec-awot
- Igeret Bikkeret
- Bikoret le-Toldot ha-Karaim
- Mizmor le-toda
- Tiferet li-wene Bina
- Igeret caar baale hajim
- Der Seim
- Toldot ha-Kabala weha-Hasidut
- Kol rina wi-jeszuah be-ohole cadikim
- Der Dektuk
- Hizaharu bi-wene ha-anijim
- Orot me-ofel
- Zikronot mi-Jeme Ne'urai
- Khetem Szadai
- Kol szire Mahalalel
- Der Gilgl
- Zihronot u-masaot